# Solitari d'orelles blanques
El solitari d'orelles blanques (Entomodestes leucotis) és un ocell de la família dels túrdids (Turdidae).

## Hàbitat i distribució
Habita la selva pluvial dels Andes al nord i est del Perú i oest de Bolívia.